# سارة بوغل
سارة بوغل (بالإنجليزية: Sarah C.N. Bogle)‏ هي أمينة مكتبة أمريكية، ولدت في 17 نوفمبر 1870 في ميلتون في الولايات المتحدة، وتوفيت في 11 يناير 1932 بسبب سرطان.